# İstisu
İstisu (orm. Ջերմաջուր, Dżermadżur) – miasto w rejonie Kəlbəcər w Azerbejdżanie, do 2023 miasto w rejonie Szahumian nieuznawanego państwa Republika Górskiego Karabachu.
Około 1600 władze perskie w obszarze położonym między Górskim Karabachem a Zangezurem zaczęły osiedlać kurdyjskie plemiona. W 1922 wioska İstisu weszła w skład nowo powstałego powiatu kurdystańskiego (zwanego „Czerwonym Kurdystanem”), który oddzielał Armeńską SRR od Nagorno-Karabachskiego Obwodu Autonomicznego. Po zlikwidowaniu „Czerwonego Kurdystanu”, w 1930 miejscowość stała się częścią nowo utworzonego rejonu Kəlbəcər.
Azerska nazwa miasta İstisu znaczy „gorąca woda”. Po wojnie o Górski Karabach miasto weszło pod kontrolę separatystów ormiańskich i od tego momentu nosi nazwę Dżermadżur. W jego najbliższej okolicy znajduje się ponad 30 źródeł termalnych, pomocnych w schorzeniach gastrycznych i reumatycznych. W czasach radzieckich istniało w mieście uzdrowisko, ale po wojnie miasto w dużym stopniu opustoszało.